# 大篠 (津山市)
大篠（おおささ）は岡山県津山市にある地名。郵便番号は708-0802。

## 地理
高田地区の東端に位置する。

## 歴史

### 沿革
- 1872年 - 大篠村東分、大篠村西分が合併、大篠村となる。
- 1889年6月1日 - 町村制施行に伴い、東北条郡大篠村が同郡上横野村、下横野村と合併し、高田村となる。大篠村は大字大篠となる。
- 1900年4月1日 - 東北条郡が東南条郡、西西条郡、西北条郡と合併し、苫田郡となる。
- 1954年7月1日 - 高田村が周辺の9村とともに津山市へ編入される。

## 世帯数と人口
2021年（令和3年）1月1日現在の世帯数と人口は以下の通りである。
| 町丁 | 世帯数  | 人口  |
| ---- | ------- | ----- |
| 大篠 | 220世帯 | 482人 |

## 小・中学校の学区
市立小・中学校に通う場合、学区は以下の通りとなる。
| 番地 | 小学校             | 中学校             |
| ---- | ------------------ | ------------------ |
| 全域 | 津山市立高田小学校 | 津山市立中道中学校 |

## 交通

### 道路
- 岡山県道345号上横野兼田線
- 岡山県道394号大篠津山停車場線

## 施設・寺院
- 津山市高田公民館大篠分館
- 大佐々神社
- 善應寺